# بخش گودامپ
بخش گودامپ (به لاتین: Goudomp Department) یک منطقهٔ مسکونی در سنگال است که در Sédhiou واقع شده‌است. بخش گودامپ ۱۵۶٬۰۹۵ نفر جمعیت دارد.